# Ahmed Bey bin Muhammad Sharif
Ahmed Bey bin Muhammad Sharif (auch Hadsch Ahmed Bey) (* 1786; † 1851; arabisch أحمد باي بن محمد شريف, DMG Aḥmad Bāy b. Muḥammad Šarīf) war von 1826 bis 1847 der letzte Bey von Constantine. Er versuchte als Führer des ehemaligen osmanischen Teilstaates erfolglos den Vormarsch der französischen Kolonialmacht zu verhindern.

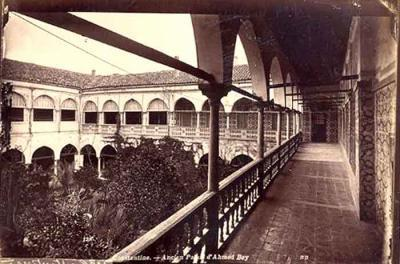
Palast von Ahmed Bey in Constantine

## Leben
Ahmed Bey wurde als Sohn eines osmanischen Notabeln und einer Frau aus dem einflussreichen Nomadenstamm der Ben Ghana als Sohn der privilegierten türkisch-arabischen Führungsschicht des Landes geboren. Ahmed Bey arbeitete in verschiedenen Ämtern in der Verwaltung des Beyliks, bis er 1826 selbst zum Bey ernannt wurde. Ahmed Bey verbrachte einige Zeit in Ägypten während der Reformen unter Muhammad Ali Pascha.
Während der Landung der Franzosen bei Algier kommandierte er das Kontingent aus Constantine und zog sich nach der Niederlage in die Stadt zurück, um neue Truppen auszuheben. Er wurde dabei von den örtlichen Eliten aus Stammesführern und der islamischen Geistlichkeit unterstützt. Seine Herrschaft war durch eine schriftliche fixierte Charta, die den Bey an verschiedene Gesetze band, durch diese Gruppen öffentlich legitimiert. Nach dem Zerfall des Deyliks von Algier gründete er in seinem Beylik eine reformierte Verwaltung, die vor allem auf Ratsversammlungen der örtlichen Notablen basierte. 1831 schlug er erfolgreich eine Revolte von nomadischen Stämmen nieder. 1836 mussten 8.700 französische Soldaten nach Verlusten von mehreren tausend Mann und einer erfolglosen Belagerung von Constantine den Rückzug nach Algier antreten. Seine wiederholten Appelle an den osmanischen Sultan, ihm zu Hilfe zu kommen, wurden abgelehnt. 1837 fiel die Stadt schließlich nach erneuter Belagerung. Der Bey wurde 1847 von den französischen Streitkräften gefangen genommen.